# True
För låten av Brandy, se "True" (sång), för Aviciis album, se True
True är det fjärde albumet av L'Arc-en-Ciel. Det gavs ut 12 december 1996 på Ki/oon Sony Records.

## Låtlista
| Nr | Titel                                                                  | Text   | Musik |
| -- | ---------------------------------------------------------------------- | ------ | ----- |
| 1  | Fare Well                                                              | Hyde   | Ken   |
| 2  | Caress of Venus                                                        | Hyde   | Ken   |
| 3  | Round and Round                                                        | Hyde   | Hyde  |
| 4  | Flower                                                                 | Hyde   | Hyde  |
| 5  | "Good-Morning Hide"                                                    | Sakura | Hyde  |
| 6  | The Fourth Avenue Cafe                                                 | Hyde   | Ken   |
| 7  | Lies and Truth ("True" Mix)                                            | Hyde   | Ken   |
| 8  | Kaze ni Kienaide ("True" Mix) (風にきえないで Försvinna inte i Linda?) | Hyde   | Tetsu |
| 9  | I Wish                                                                 | Hyde   | Tetsu |
| 10 | Dearest Love                                                           | Hyde   | Tetsu |